# Занзибар центар/југ
Јужни Занзибар је један од 26 административних региона у Танзанији. Главни град региона је Коани. Регион обухвата јужни и централни део острва Занзибар које се налази у Индијском океану 30 км источно од обале Танзаније наспрам региона Пвани. Површина региона је 854 km².
Према попису из 2002. године у региону Занзибар центар/југ је живело 94 504 становника.

## Дистрикти
Регион Јужни Занзибар је административно подељен на 2 дистрикта: Централни и Јужни.